# Touraco vert
Tauraco persa
Espèce
Répartition géographique
Statut de conservation UICN

 LC  : Préoccupation mineure
Statut CITES
Le Touraco vert (Tauraco persa, synonyme de Tauraco corythaix persa) ou Turaco de Guinea est une espèce d'oiseau de la famille des Musophagidae.

## Description
Cet oiseau mesure environ 43 cm de longueur (queue incluse) et pèse de 225 à 295 g.
Son plumage le rend assez facilement reconnaissable, bien qu’il échappe facilement à l’attention, sur la cime des arbres puisqu'il est presque entièrement vert clair tirant sur le gris, y compris sa huppe, hormis un peu de rouge et de blanc autour et près de l’œil. Il peut cependant être confondu avec d'autres espèces de Touraco qui lui ressemblent.
Son cri est un cawr-cawr (prononcé à l'anglaise).

## Répartition
Comme tous les membres de cette famille, cette espèce vit en Afrique subsaharienne : Bénin, Cameroun, République centrafricaine, Congo, RDC, Côte d'Ivoire, Gabon, Gambie, Ghana, Guinée, Guinée équatoriale, Guinée-Bissau, Liberia, Mali, Nigéria, Sénégal, Sierra Leone et Togo.

## Habitat
Cette espèce fréquente les basses terres humides subtropicales et tropicales, les forêts-galeries et les lisières des forêts tropicales humides, souvent à proximité des zones cultivées. Elle est commune dans les forêts climaciques, riches en grands arbres, du niveau de la mer jusqu'à environ 1 100 m.

## Alimentation
Le Touraco vert consomme des fruits divers, des feuilles, des bourgeons et des fleurs.

## Nidification
La femelle pond deux œufs par an dans un nid construit dans les grands arbres.

## Menaces
Il est menacé par le recul de la forêt primaire tropicale dont il dépend.

C'est une espèce qui a aussi été recherchée par les amateurs d'oiseaux, et son commerce est une autre raison de sa disparition.
Son commerce est réglementé par la CITES depuis 1975, sous l'égide de l'ONU. La CITES a signalé en 2007 de faux permis guinéens utilisés au moins en 2006 et 2007, et suggère un meilleur contrôle de l'authenticité des permis d'exportation de Guinée, notamment d'oiseaux vivants. De même les importations, exportations et réexportations avec le Nigeria ont été suspendues à partir du 19 juillet 2005.

Le commerce est suspendu avec Djibouti, la Guinée-Bissau, le Liberia et le Rwanda (Notification n° 2006/074, pour absence de communication de leur législation nationale mettant en œuvre la CITES).

La suspension d'importations de Gambie du 22 décembre 2004 été levée le 8 août 2005 (Notification CITES 2005.043). Voir les éventuelles mises à jour sur le site français de la Convention.